# Anomala vethi
Anomala vethi är en skalbaggsart som beskrevs av Ohaus 1914. Anomala vethi ingår i släktet Anomala och familjen Rutelidae. Inga underarter finns listade i Catalogue of Life.